# Georgi Gavasheli
Georgi Grigorievitch Gavasheli dit Gocha (russe : Георгий Григорьевич (Гоча) Гавашели) (né le 18 février 1947 à Gagra en RSS de Géorgie et mort le 25 décembre 1997 à Ourengoï en Russie) est un footballeur soviétique (géorgien).
Il a évolué dans le club du Dinamo Tbilissi entre 1967 et 1975.
Il est surtout connu pour avoir terminé meilleur buteur du championnat d'URSS lors de la saison 1968 avec 22 buts (à égalité avec le joueur Berador Abduraimov).

## Statistiques
| Saison                | Club                  | Championnat           | Championnat | Championnat | Coupe(s) nationale(s) | Coupe(s) nationale(s) | Compétition(s) continentale(s) | Compétition(s) continentale(s) | Compétition(s) continentale(s) | Total | Total |
| Saison                | Club                  | Division              | M.          | B.          | M.                    | B.                    | Comp.                          | M.                             | B.                             | M.    | B.    |
| 1966                  | Lokomotiv Tbilissi    | D2                    | 29          | 4           | 2                     | 1                     | -                              | -                              | -                              | 31    | 5     |
| 1967                  | Lokomotiv Tbilissi    | D2                    | 27          | 4           | -                     | -                     | -                              | -                              | -                              | 27    | 4     |
| Sous-total            | Sous-total            | Sous-total            | 56          | 8           | 2                     | 1                     | -                              | -                              | -                              | 58    | 9     |
| 1967                  | Dinamo Tbilissi       | D1                    | 11          | 7           | 1                     | 0                     | -                              | -                              | -                              | 12    | 7     |
| 1968                  | Dinamo Tbilissi       | D1                    | 36          | 22          | 2                     | 1                     | -                              | -                              | -                              | 38    | 23    |
| 1969                  | Dinamo Tbilissi       | D1                    | 22          | 5           | 1                     | 0                     | -                              | -                              | -                              | 23    | 5     |
| 1970                  | Dinamo Tbilissi       | D1                    | 12          | 3           | 7                     | 2                     | -                              | -                              | -                              | 19    | 5     |
| 1971                  | Dinamo Tbilissi       | D1                    | 26          | 3           | 5                     | 0                     | -                              | -                              | -                              | 31    | 3     |
| 1972                  | Dinamo Tbilissi       | D1                    | 29          | 6           | 6                     | 1                     | C3                             | 1                              | 0                              | 36    | 7     |
| 1973                  | Dinamo Tbilissi       | D1                    | 11          | 2           | 3                     | 0                     | C3                             | 3                              | 1                              | 17    | 3     |
| 1974                  | Dinamo Tbilissi       | D1                    | 22          | 0           | 5                     | 2                     | -                              | -                              | -                              | 27    | 2     |
| 1975                  | Dinamo Tbilissi       | D1                    | 14          | 0           | 5                     | 2                     | -                              | -                              | -                              | 19    | 2     |
| Sous-total            | Sous-total            | Sous-total            | 183         | 48          | 35                    | 8                     | -                              | 4                              | 1                              | 222   | 57    |
| Total sur la carrière | Total sur la carrière | Total sur la carrière | 239         | 56          | 37                    | 9                     | -                              | 4                              | 1                              | 280   | 66    |

## Palmarès
Dinamo Tbilissi
- Meilleur buteur du championnat soviétique en 1968 (22 buts).
- Vainqueur de la Coupe d'Union soviétique en 1976.
- Finaliste de la Coupe d'Union soviétique en 1970.